# Lijstgevel

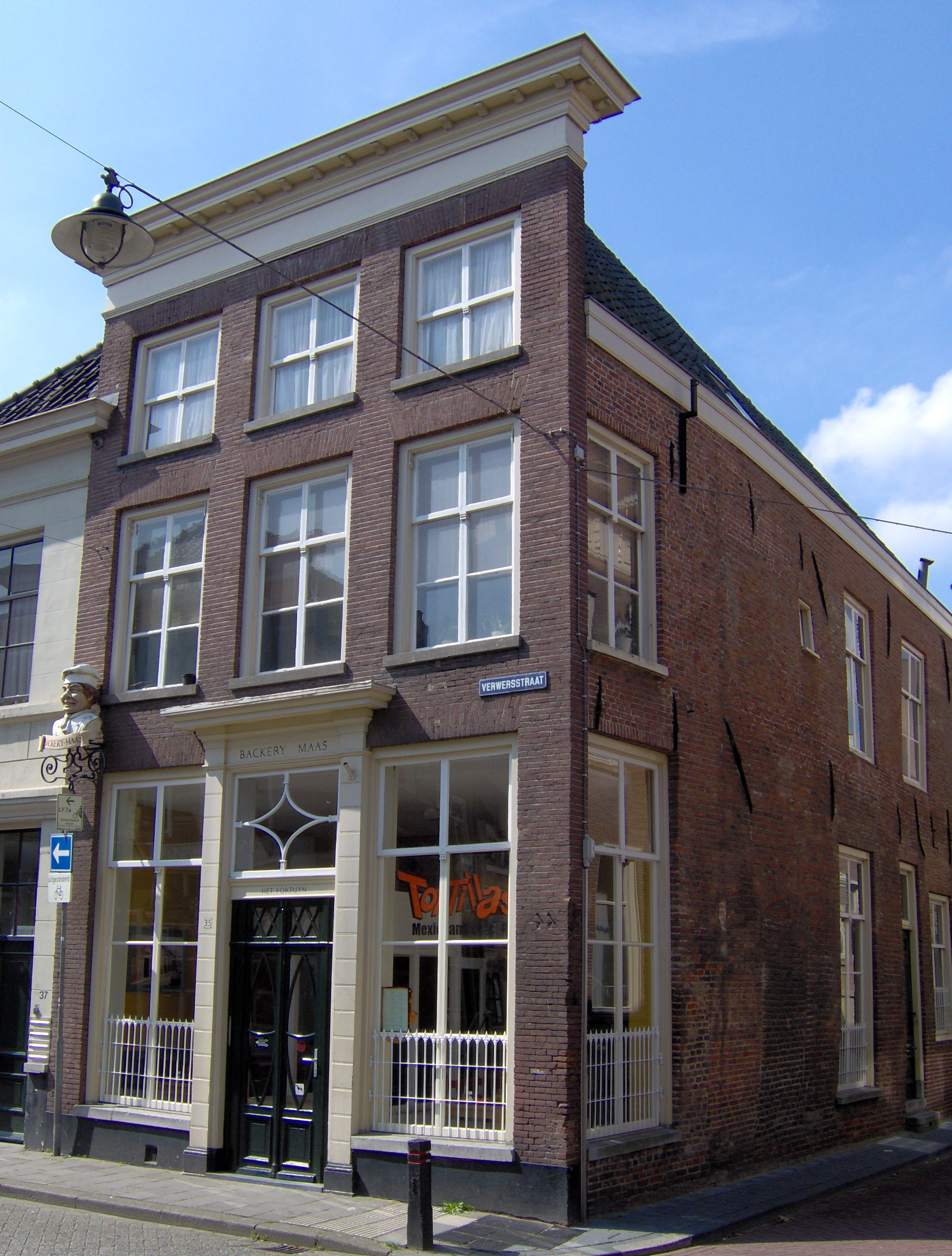
Het Fortuyn in 's-Hertogenbosch

Een lijstgevel is een gevel die wordt beëindigd door een over de hele breedte doorgaande kroonlijst. 
De lijstgevel komt al vanaf 1660 voor, maar in de periode ±1660 - ±1670 nog overwegend in combinatie met pilastergevels. Deze oplossing werd vooral gekozen voor grote, dubbele herenhuizen. 

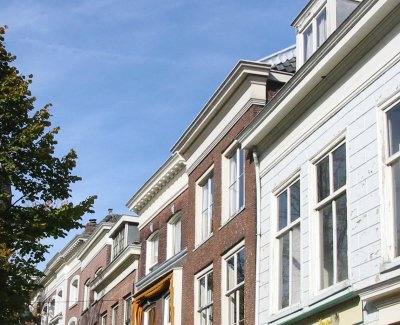
Lijstgevels in Delft

Voor het sluiten van smalle huizen is een topgevel nodig. In de renaissance was dat bijvoorbeeld een trapgevel. Maar ook kon een lijstgevel als oplossing gebruikt worden. De kroonlijstgevel is een verhoogde lijstgevel: de lijst wordt omhoog gebogen om het dak aan het oog te onttrekken. In de 18e eeuw komen pilastergevels niet meer voor; de lijstgevels worden veelal bekroond met een attiek. De attiek heeft vaak een verhoogd middengedeelte om het dak te verbergen, zoals bij de verhoogde lijstgevel. 
De lijstgevel komt echter vooral in de 19e eeuw voor, vooral de eenvoudige houten kroonlijst. Het was vaak een goedkope oplossing ter vervanging van een versleten trap- of halsgevel. 